# Allophylus chaunostachys
Allophylus chaunostachys är en kinesträdsväxtart som beskrevs av Ernest Friedrich Gilg. Allophylus chaunostachys ingår i släktet Allophylus och familjen kinesträdsväxter. Inga underarter finns listade i Catalogue of Life.